# Himalájai királyfogoly
A himalájai királyfogoly (Tetraogallus himalayensis) a madarak (Aves) osztályának a tyúkalakúak (Galliformes) rendjébe és a fácánfélék (Phasianidae) családjába tartozó faj.

## Rendszerezése
A fajt George Robert Gray angol zoológus írta le 1843-ban.

## Alfajai
- Tetraogallus himalayensis himalayensis (G. R. Gray, 1843) - Afganisztántól keletre Ladakig a Himalája középső része
- Tetraogallus himalayensis grombczewskii (Bianchi, 1898) - Kunlun
- Tetraogallus himalayensis koslowi (Bianchi, 1898) - Csinghaj és Kanszu kínai tartományok
- Tetraogallus himalayensis sewerzowi (Zarudny, 1910) - A Tien-san hegység; Kazahsztán keleti részétől kínai Turkesztánig
- Tetraogallus himalayensis incognitus (Zarudny, 1911) - A Pamír hegység; Tádzsikisztán déli részétől Afganisztán északi részéig
- Tetraogallus himalayensis saurensis Potapov, 1993   [2]

## Előfordulása
Afganisztán, Kína, India, Kazahsztán, Kirgizisztán, Nepál, Pakisztán, Oroszország, Tádzsikisztán, Türkmenisztán és Üzbegisztán területén honos, a Himalája hegységben, 3600-5100 méter magasság között. 
Az 1960'-as években betelepítették az Amerikai Egyesült Államok Nevada államába, ahol jól meghonosodott.
Természetes élőhelyei a mérsékelt övi sziklás, füves területek. Magassági vonuló.

## Megjelenése
Testhossza  54-72 centiméter, testtömege 2000–3629 gramm. A tollazata mintás szürke, barna, fehér és fekete.

## Életmódja
Gyökerekkel, gumókkal és bogyók táplálkozik.

## Szaporodása
Fészkét a puszta földre rakja. Fészekalja 5-10 tojásból áll, melyen csak a tojó kotlik.

## Természetvédelmi helyzete
Az elterjedési területe rendkívül nagy, egyedszáma pedig stabil. A Természetvédelmi Világszövetség Vörös listáján nem fenyegetett fajként szerepel.